# Orsano
Orsano (già Ursano, Ursàrë in dialetto locale) è una frazione del comune di Lettere nella città metropolitana di Napoli.

## Storia
Orsano è situata a est del centro comunale di Piazza Roma, i ritrovamenti archeologici rinvenuti, denotano la presenza in loco di antiche ville.
La frazione è ricordata nel 1702 come uno dei villaggi (casali) con annessa chiesa (cura) facenti parte del comune di Lettere. Nel 1790 il villaggio di Ursano contava 1 238 abitanti.

## Monumenti e luoghi d'interesse
Al centro della frazione è situato la chiesa di San Michele Arcangelo, antica chiesa parrocchiale di Orsano che risulta citata già in documento del 17 marzo 1296. Nel 1690 è stata presso di essa rinvenuta l'urnetta cineraria del II-III secolo d.C., dedicata dal padre Gaio Miniario Viatore alla giovanissima figlia Miniaria Prisca, morta a tre anni e due mesi, attualmente conservata nella chiesa di Santa Maria Assunta di Lettere.